# Templo de Upsala
El Templo de Upsala fue un lugar religioso en Gamla Uppsala (Antigua Upsala), cerca de la moderna Upsala, Suecia, que fue creado para venerar a los Dioses nórdicos desde tiempos prehistóricos. El templo está escasamente documentado, pero se hace referencia a él en sagas nórdicas y en la Gesta Danorum de Saxo Grammaticus. 
También es descrito por Adán de Bremen:
«Los suecos poseían un templo muy famoso, que llevaba el nombre de Upsala, y que no se hallaba muy alejado de la ciudad de Sigtuna. Este templo estaba construido totalmente con oro. <...> El templo está rodeado con una cadena de oro que cuelga en la fachada y deslumbra a los visitantes porque el santuario propiamente dicho se encuentra en el valle y está rodeado, como un teatro, por montañas.»
«Thor es el más poderoso de los Dioses y gobierna sobre el trueno y el relámpago, el viento y la lluvia, la luz del sol y las cosechas. Se sienta en el centro con un cetro (Mjolnir) en su mano, y a su lado están Odín, el Dios de la guerra, con su armadura completa y Frey, el dios de la paz y el amor, caracterizado con un gran falo. Todos los Dioses paganos tienen sus sacerdotes quienes les ofrecen los sacrificios de la gente. Si hay enfermedades o hambruna, se hacen sacrificios a Thor, si hay guerra a Odín y si hay matrimonios a Frey. Cada noveno año hay un blót de nueve días, una fiesta común para todos en Suecia. Luego sacrifican nueve machos de cada especie, incluso hombres, y sus cuerpos son colgados de las ramas de una arboleda cerca del templo. Nadie está eximido de este blót y todos envían regalos al santuario, incluso los reyes. Aquellos que son cristianos deben pagar una multa para no participar del blót.»
Adán de Bremen consideraba que el castigo económico era muy severo.
Es muy probable que el último blót (sacrificio) de los nueve días se haya llevado a cabo en el año 1078. El templo de Upsala, posiblemente fue destruido por el rey Ingold I en 1087. Por cierto tiempo había una guerra civil cada nueve años entre cristianos y paganos, y este fue el año de la última batalla.
Las mayores controversias con respecto al templo se focalizan específicamente en el lugar de la Antigua Upsala donde se localizaba y si fue un edificio o no. Algunas personas creen que el templo fue confundido con el salón de los reyes suecos ubicado a decenas de metros de la iglesia actual. Las iglesias solían construirse y consagrarse sobre los antiguos templos paganos y otros sitios de actividades rituales. En el interior del templo había tres figuras de madera que representaban a los dioses; Odín (dios de la guerra), Thor (dios del trueno y el clima) y Freyr (dios de la paz y la fertilidad).
Durante una excavación en la iglesia actual, los restos de uno o posiblemente varios edificios de madera fueron encontrados bajo los cimientos de la iglesia. Snorri Sturluson escribió que el templo había sido construido por el dios Freyr, quien supuestamente vivió en Upsala. Snorri y Saxo Grammaticus afirmaban que fue Freyr quien comenzó la tradición de los sacrificios humanos en el templo. Las sagas nórdicas, Saxo Grammaticus y Adán de Bremen describen los sacrificios en Upsala como festivales populares que atraían público de toda Suecia. Muchas de estas fuentes dan cuenta de sacrificios humanos para los dioses nórdicos:
«Cada nueve años todo el pueblo sueco celebraba una fiesta común. Por lo que a los participantes de dicha fiesta se refiere, no existía ninguna excepción: reyes y campesinos llevaban sus ofrendas a Upsala y el más atroz castigo se aplicaba a los que habían aceptado el Cristianismo: eran excluidos radicalmente de las ceremonias. Las ceremonias eran del tipo siguiente: de cada especie de criaturas vivas del sexo masculino se ofrecen nueve cabezas y cada matrimonio tenía que ofrecer una víctima humana, con cuya sangre era costumbre aplacar la ira de los Dioses. Los cuerpos de las víctimas desangradas eran colgadas en el bosquecillo que se encontraba junto al templo. Ese bosquecillo era sagrado para los paganos, y todo árbol en el que se colgaba o se descomponía el cuerpo de una de las víctimas era, a partir de aquel momento, un árbol santo. Al lado de los cuerpos humanos se colgaban también los cuerpos de los caballos y de los perros y, según me contó un cristiano, a veces se habían visto más de 72 cuerpos colgados y entremezclados. Por lo demás, las canciones que se cantaban durante esas escandalosas ceremonias eran tan impúdicas, que lo mejor es silenciarlas... Este rito se celebraba hacia la mitad de la estación primaveral.»
De acuerdo a Snorri, había un blót principal en el templo de Upsala en febrero, el dísablót (blót de las Dísir), durante el cual se ofrecían sacrificios por la paz y las victorias del rey. El blót también era realizado para estimar qué tan buenas serían las próximas cosechas. Luego se realizaba el Thing de todos los suecos y había una gran feria, el Disting. El disting sobrevivió al cristianismo, y la tradición nunca se ha interrumpido. La feria aún se realiza cada martes de febrero en Upsala, aunque a veces la fecha es cambiada dentro del mes. En 1968, se reanudó la tradición de discutir asuntos oficiales.
En el año 2000, se llevó a cabo un blót en la Antigua Upsala. Este fue con certeza el primer acontecimiento de este tipo en este sitio en 900 años. Fue realizado por miembros de la religión Ásatrú.
También se hace posible referencia en el cuento Tlon, Uqbar, Orbis Tertius de Jorge Luis Borges en su compendio de historias 'Ficciones'. Explica como él y Adolfo Bioy Casares están buscando dentro de la Anglo-American Cyclopaedia cuando "En las últimas páginas del volumen XLVI dimos con un artículo sobre Upsala..." Este templo tendría el mismo índole casi fantasioso que el resto del cuento y las tierras de Uqbar, por lo cual es razonable pensar que el artículo al cual Borges se refiere mencionaría al templo.